# Il gioco di Zodiac
Il gioco di Zodiac è un romanzo del 2005 di David Baldacci, il secondo della serie di Sean King e Michelle Maxwell.

## Trama
Dopo aver risolto il caso al centro de Il candidato, Sean King e Michelle Maxwell hanno aperto un'agenzia privata di investigazioni. Nel primo anno di attività la Maxwell & King è riuscita a costruirsi una buona reputazione, grazie anche alla perfetta complementarità tra i due agenti. Una mattina, mentre sta facendo jogging, Michelle scopre in una radura il cadavere di una spogliarellista brutalmente uccisa. Neanche il tempo di assimilare il delitto che vengono uccisi due liceali: tutte e tre le vittime indossavano al polso un orologio Zodiac, il che fa propendere verso la pista di un unico serial killer.
Mentre gli abitanti di Wrightsburg sono terrorizzati dalla presenza di un criminale a piede libero, il caso viene affidato proprio a King e Maxwell. Le indagini si orientano da subito verso i Battle, un'altolocata e bizzarra famiglia colpita da diverse tragedie: il patriarca Bobby ricoverato in ospedale per un ictus, il figlio Bobby Jr. morto in giovane età e il suo gemello Eddie scampato a un sequestro ai tempi del college. Remmy Battle, l'arcigna moglie di Bobby, ha denunciato il tuttofare Junior Deaver del furto dei gioielli di famiglia: Harry Lee Carrick, avvocato di Junior, chiede a King di assumersi la difesa dell'uomo perché probabilmente è stato incastrato da qualcuno.
King e Maxwell risalgono all'Aphrodisiac, il locale notturno gestito dalla moglie di Junior, Lulu Oxley, dove lavorava la ragazza uccisa nel primo delitto. Il tutto mentre gli omicidi continuano, arrivando a stringere il cerchio attorno ai Battle e ai loro torbidi segreti

## Edizioni
- David Baldacci, Il gioco di Zodiac, traduzione di Nicoletta Lamberti, 1ª ed., Piemme, 2005,  p. 521, ISBN 88-04-53910-0.